# Янжева Гора
Янжева Гора (словен. Janževa Gora) — поселення в общині Селниця-об-Драві, Подравський регіон‎, Словенія.